# Karlie Kloss
Karlie Elizabeth Kloss (Chicago, 3 de agosto de 1992) es una supermodelo estadounidense. Fue nombrada como la mejor modelo por People en 2008, y ocupó ese año un lugar entre las cincuenta primeras modelos de la lista models.com. La edición francesa de Vogue, Vogue París, la declaró como una de las treinta mejores modelos de la década del 2000. Fue un Ángel de Victoria's Secret entre 2011 y 2014.

## Comienzos
Kloss nació en Chicago (Illinois), pero se mudó con su familia a San Luis a la edad de 2 años. Su madre es Tracy (nacida Tracy Fares), una directora de arte independiente y su padre Kurt Kloss, un médico de urgencias. Tiene tres hermanas, Kristine y las mellizas Kimberly y Kariann. Kloss ha llamado a su formación clásica de ballet "algo hermoso" que le enseñó a moverse en el mundo del modelaje y que fue un gran campo de entrenamiento para la pasarela. Kloss fue descubierta en un desfile de moda local benéfico.

## Carrera

### 2006-10: Comienzos y avance como modelo
Al principio de su carrera en 2006, con 14 años, Kloss posó para el fotógrafo David Leslie Anthony para una publicación de doce páginas y para la portada de Scene Magazine en Chicago. Uno de sus primeros trabajos como modelo fue para Abercrombie kids cuando posó para el reportaje fotográfico de la marca hecho por Bruce Weber. En febrero de 2008 dejó la agencia de modelos Elite y firmó por NEXT Model Management. Acabó desfilando de forma notable en treinta y una pasarelas en la New York Fashion Week, cerrando el desfile para Marc Jacobs y abriendo Carolina Herrera. Después de Nueva York desfiló en veinte desfiles en la Milan Fashion Week, y en trece en la Semana de la Moda de París para las colecciones de otoño de 2008, con un total de sesenta y cuatro desfiles en una sola temporada. Kloss se encontró entonces en medio de una disputa legal cuando su antigua agencia Elite Model Management demandó a NEXT Model Management por el presunto robo de su joven estrella ofreciéndole a ella una "compensación inadecuada" para firmar. Elite sentía que ellos habían sido responsables de haber puesto en marcha su carrera y haber reservado muchos trabajos para ella. El caso fue finalmente resuelto fuera de los tribunales.
Después de haber sido representada durante cuatro años por Next Model Management, Kloss firmó con la agencia IMG Models.
Molly Sims, a quien ella considera una mentora, le dijo a la revista New York que ella creía que Kloss lo seguiría haciendo bien a los 30 debido a su "estilo clásico". 

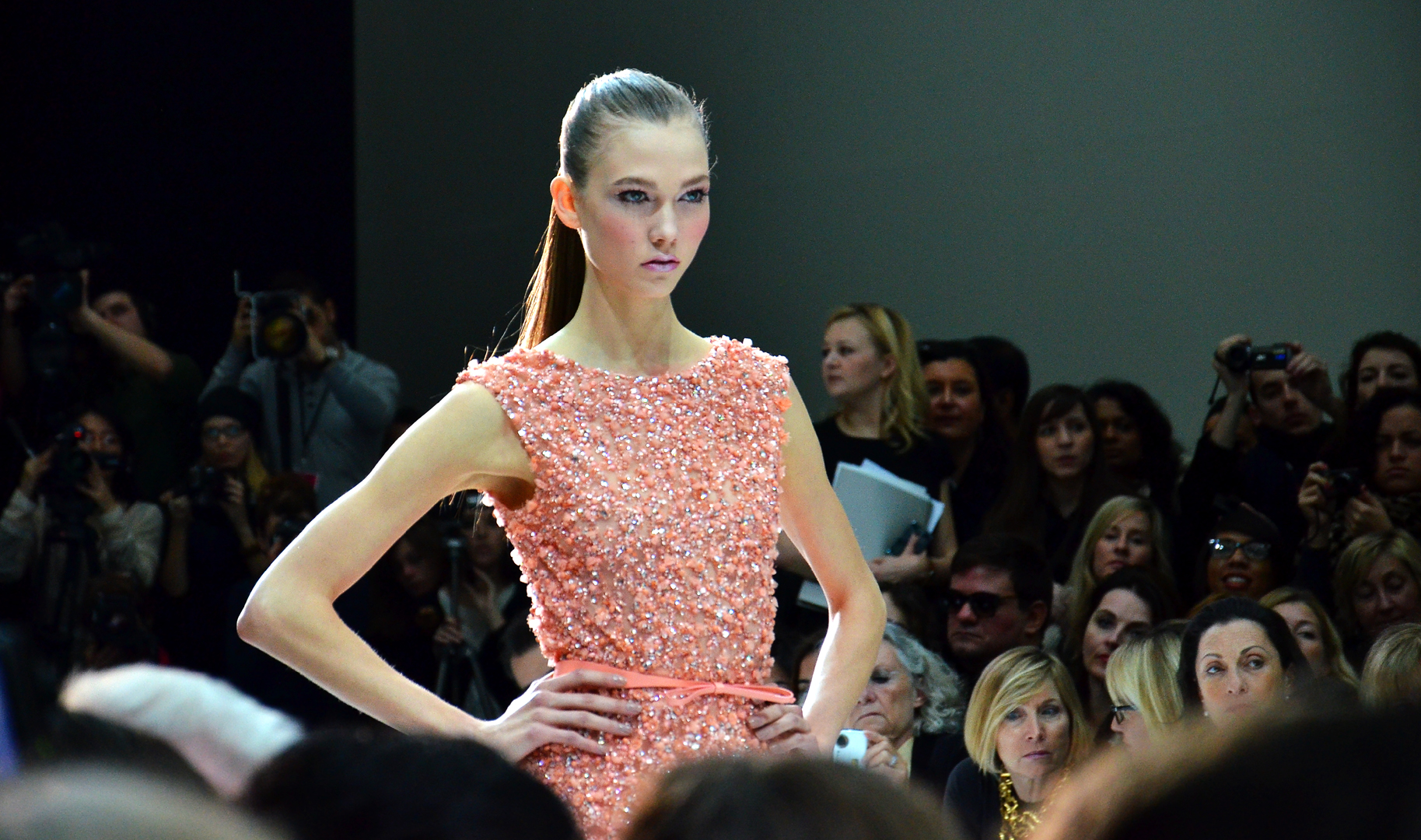
Kloss en el desfile de la Semana de la Moda de Alta Costura de París, enero de 2012.

Ella ha aparecido en campañas publicitarias para Jean Paul Gaultier, Donna Karan, Nina Ricci, Chloé, Lacoste, Sportmax, Alexander McQueen, Yves Saint Laurent, Elie Saab, Dolce & Gabbana, Gap, Bally Shoe, Bergdorf Goodman, Pringle of Scotland, Dior, Hermès, Óscar de la Renta, Sonia Rykiel, Aquascutum, Topshop, Eryn Brinie, Uniqlo, Omnia Jade, Lord & Taylor, Barneys New York, American Eagle, Victoria's Secret PINK y Adidas. Kloss es la imagen de la fragancia Lola de Marc Jacobs. Ha desfilado para numerosos diseñadores en Nueva York, Londres, Milán y París, incluyendo Shiatzy Chen, Calvin Klein, Karl Lagerfeld, Marc Jacobs, Zac Posen, Givenchy, Gucci, Valentino, Louis Vuitton, Versace y Elie Saab.
Kloss ha aparecido en editoriales para las versiones estadounidense y coreana de la revista W; la versiones estadounidenses de Elle, Allure, e i-D; la edición francesa y japonesa de las revistas Numéro, Vanity Fair y Dazed & Confused; y las ediciones estadounidense, australiana, italiana, francesa, británica, coreana, alemana, japonesa, china, turca, portuguesa, latinoamericana, y la edición juvenil de la revista Vogue. Sus portadas incluyen a la Vogue italiana de octubre de 2009, enero de 2010, diciembre de 2011 y octubre de 2014; a la Vogue turca; a la Vogue portuguesa; a la Vogue china de marzo, agosto y noviembre de 2010 y diciembre de 2012; a la Vogue británica de septiembre de 2012; a la Vogue coreana; y a la Teen Vogue estadounidense junto a Chanel Iman y Ali Michael de febrero de 2008, y a la de mayo de 2010 ella sola. 
Se introdujo en el mundo de la televisión cuando apareció en el primer episodio de la temporada 4 de Gossip Girl como ella misma. Además se convirtió en una musa para el diseñador John Galliano y ha aparecido en campañas de Dior y John Galliano y a abrió los desfiles de Christian Dior Haute Couture y Dior resort primavera verano 2010. En la temporada de primavera verano 2011, abrió diez desfiles y cerró ocho.

### 2011-presente: Reconocimiento y éxito
Su estilo en la pasarela, uno de los más singulares, a menudo se describe como poderoso. En febrero de 2011, la supermodelo Tyra Banks dijo que Kloss era una de sus modelos preferidas por su "única y atípica belleza".
En 2011 Kloss renovó su contrato con Christian Dior por tercera temporada consecutiva. La revista Life fotografió a Kloss para la portada de una edición impresa especial para ser entregada durante la Semana de la Moda de Nueva York en septiembre de 2011. El reportaje fotográfico fue tomado durante el verano de 2011 y mostraba a Kloss en los desfile de alta costura de París, en Nueva York y en Saint Louis, su ciudad natal. El mismo año, ella hizo su debut en el desfile del Victoria's Secret Fashion Show.

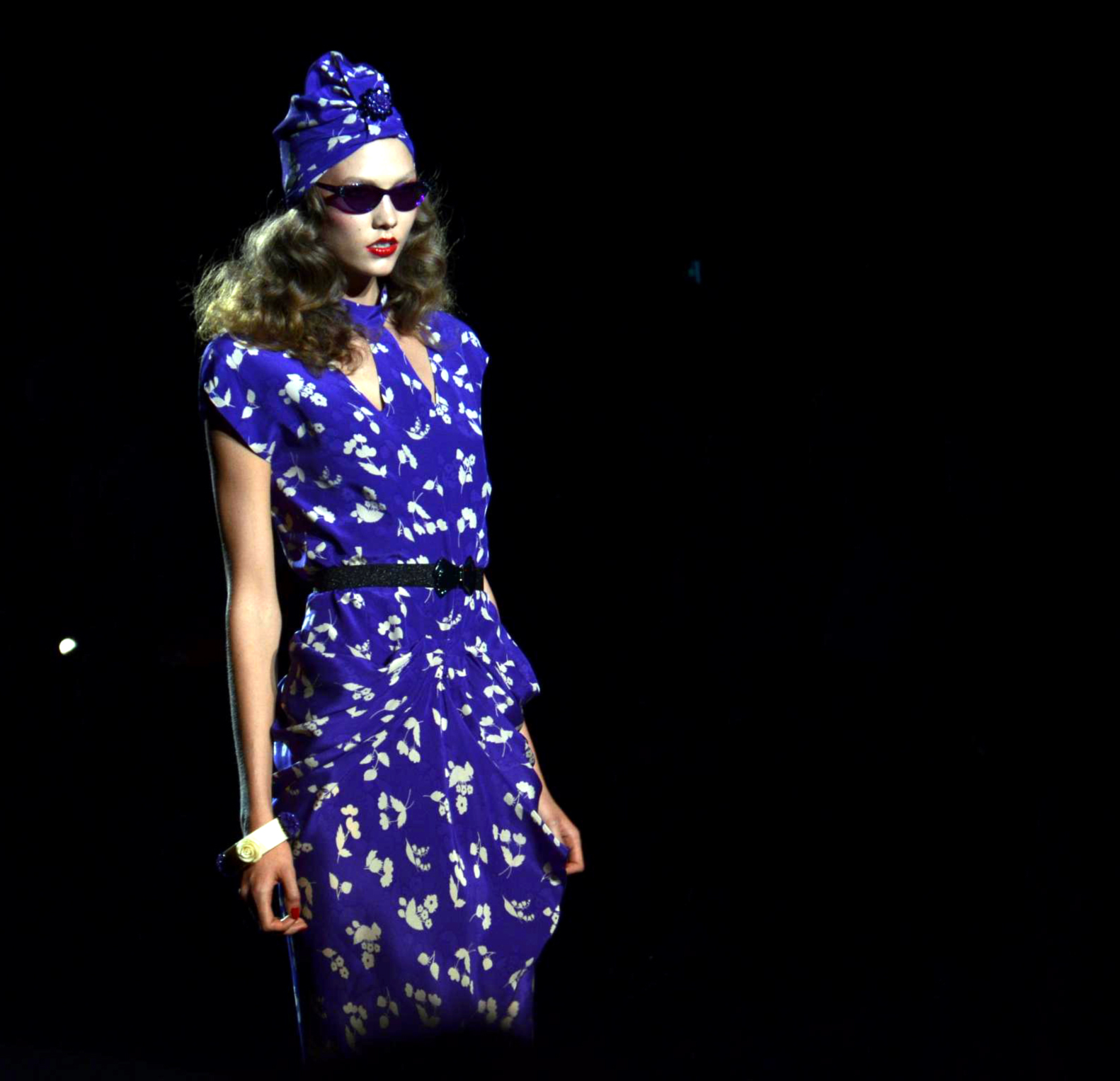
Kloss en la pasarela para Anna Sui, a finales de 2011 en el New York Fashion Week.

En 2012 Kloss apareció en la portada de septiembre de la edición británica y japonesa de Vogue, de la rusa de Harper's Bazaar y de Numéro. También apareció en los anuncios de la campaña de Juicy Couture, Stefanel, Elie Saab y Jean Paul Gaultier.
En 2013, Kloss fue la imagen de las campañas de Donna Karan, Lacoste y Lanvin. Kloss además trabajó con Victoria's Secret en su vídeo de ropa de baño veraniega de 2013. También fue la presentadora sobre la alfombra roja para la antesala de los premios MTV Movie Awards de 2013. En abril, Kloss apareció junto a Daria Strokous, Monika Jagaciak e Iris Strubegger en la campaña del bolso Alma de Louis Vuitton.
En 2013, Kloss fue nombrada como una de las nuevas embajadoras de Coach, Inc. y protagoniza la campaña del fabricante de accesorios de otoño de 2013.
En 2014 se consolidó como una de las nuevas top model al formar parte de una serie de campañas publicitarias, continuar enérgicas pasarelas en la Semana de la Moda, ser un Ángel de Victoria's Secret y la nueva embajadora de L´Oreal Paris.
En 2015 cubre la portada de la estadounidense Vogue junto a Taylor Swift; forma parte de la asociación benéfica de Natalia Vodianova; es parte de la campañas publicitarias de Nueva York; continúa en las pasarelas de la Semana de la Moda; y deja de ser un Ángel de Victoria's Secret por no disponer del tiempo suficiente para cumplirlo.
En 2015 comienza su canal de YouTube llamado "Klossy" en el que relata sus viajes, explica recetas de comidas, su rutina diaria, etc. Algunos de sus vídeos cuentan con más de 1 millón de visitas.

## Vida personal

### Relaciones personales
En julio de 2018, tras 6 años de relación, Kloss anunció su compromiso matrimonial con Joshua Kushner y se convirtió al judaísmo. Se casaron el 18 de octubre de ese año.
En octubre de 2020 se hizo público que la pareja estaba esperando su primer hijo. El 14 de marzo de 2021 anunciaron el nacimiento de su primer hijo, Levi, por Instagram.
El 1 de mayo de 2023 anunció su segundo embarazo durante la Met Gala. Su segundo hijo, Elijah, nació el 11 de julio de 2023.
El 17 de marzo de 2025, a través de su cuenta de Instagram, anunció que está esperando a su tercer hijo.

### Educación
Kloss se educó en la Webster Groves High School. En septiembre de 2015 comenzó sus estudios en la Escuela Gallatin de Estudio Individualizado de la Universidad de Nueva York.
Kloss es una ávida programadora de computación. En abril de 2015 se asoció con la escuela Flatiron y Code.org para ofrecer una beca llamada Kode with Klossy para niñas y jóvenes interesadas en Ciencias de Computación e Ingeniería de Software. Sus otras aficiones incluyen también hornear galletas, pedalear en bicicleta y el ballet.

### Caridad
En colaboración con Momofuku Milk Bar llegó a crear su propia receta llamada Karlie's Kookies, la cual vendió en DKNY Soho durante la Fashion's Night Out de Nueva York y cuyos beneficios irán para niños con hambre de todo el mundo (a través del FEED Projects). Ella la llama la "Perfecta galleta 10" ("Perfect 10 Kookie") ya que por cada lata de galletas que es vendida, diez comidas serán donadas a los niños con hambre alrededor del mundo.

### Controversias
Kloss reveló que ganó peso cuando empezó a tomar pastillas anti-conceptivas, empezó a usar una talla más y los diseñadores ya no la contrataban; esto la llevó a estudiar en la Universidad de Nueva York.